# Montesquieu-Guittaut
Montesquieu-Guittaut ist eine französische Gemeinde mit 171 Einwohnern (Stand: 1. Januar 2022) im Département Haute-Garonne in der Region Okzitanien. Sie gehört zum Kanton Cazères und zum Arrondissement Saint-Gaudens.

## Geographie
Das Gemeindegebiet wird vom Flüsschen Larjo durchquert. Nachbargemeinden sind Puymaurin im Norden, Anan im Nordosten, Saint-Laurent im Osten, Montbernard im Süden, Péguilhan im Südwesten und Saint-Ferréol-de-Comminges im Westen.

## Bevölkerungsentwicklung
| Jahr                      | 1962 | 1968 | 1975 | 1982 | 1990 | 1999 | 2008 | 2016 |
| ------------------------- | ---- | ---- | ---- | ---- | ---- | ---- | ---- | ---- |
| Einwohner                 | 202  | 182  | 172  | 146  | 108  | 123  | 125  | 176  |
| Quelle: Cassini und INSEE |      |      |      |      |      |      |      |      |